# Na rừng
Không nhầm với cây ngũ vị tử nam có tên khoa học Kadsura longipedunculata hay cây nê rừng Annona reticulata.
Cây nắm cơm hay na rừng, na dây, dây xưn xe, re pa, po po (danh pháp: Kadsura coccinea), đôi khi cũng được gọi là ngũ vị tử nam là một loài thực vật có hoa trong họ Schisandraceae. Loài này được (Lem.) A.C.Sm. miêu tả khoa học đầu tiên năm 1947.